# Kuštanovci
Kuštanovci (Hongaars: Gesztenyés, Prekmurees: Küštanovci) is een plaats in Slovenië en maakt deel uit van de gemeente Puconci in de NUTS-3-regio Pomurska. De plaats telde 177 inwoners op 1 januari 2020.